# Apatia (zespół muzyczny)
Apatia – zespół hardcore/punk z Poznania. Nazywany kultowym i legendą polskiego rocka.

## Biografia i charakterystyka
Zespół powstał na gruzach poznańskiego zespołu grającego hardcore – H.C.P. w roku 1989. Pierwszy większy koncert grupa zagrała w czasie Róbrege w 1990. Grupa po kilku zmianach personalnych i tragedii związanej ze śmiercią basisty koncertowała do 2011 roku. Członkowie zespołu są aktywistami alternatywnego podziemia w Poznaniu (np. squat Rozbrat). Wielokrotnie koncertował za granicą: Czechy, Słowacja, Niemcy, Holandia, Włochy i Słowenia.
Grupa propaguje idee wolnościowe poprzez teksty, wspierając skłot Rozbrat, a także niekiedy propagując: wegetarianizm, weganizm, straight edge.
W 1997 roku utwór Apatii znalazł się na pierwszej składance Muzyka przeciwko rasizmowi firmowanej przez Stowarzyszenie "Nigdy Więcej".
Zespół zakończył działalność w 2011.
Kapela uznawana jest za kultową i legendarną na polskiej scenie rockowej.

## Dyskografia
- 1993 Walka czy apatia (Nikt Nic Nie Wie)
- 1993 Punk Floyd (Nikt Nic Nie Wie)
- 1994 Odejdź lub zostań (Nikt Nic Nie Wie)
- 1995 5 Piosenek o tym jak niszczymy system (Nikt Nic Nie Wie)
- 1995 Dwa w jednym (Nikt Nic Nie Wie)
- 1997 Apatia || (Mami Records)
- 2000 100% Vegetarian band (Mami Records)
- 2002 Manipulacja – zniewolenie (Trująca fala)
- 2007 Uległość (Trująca fala)

## Tribute to Apatia
W 2022 r., z inicjatywy wytwórni muzycznej Hardcore Tattoo Records, został wydany album muzyczny Tribute to Apatia - Między nami jest jeszcze wiele do zrobienia, na płycie kompaktowej. Rok później – w 2023 r. – przez tego samego wydawcę został on opublikowany na dwóch płytach gramofonowych. Dostępny jest również w postaci albumu cyfrowego. Jest to tribute album dla zespołu Apatia, wydany w hołdzie dla jej twórczości, działalności oraz dokonań.